# Charles Frederick de Brocktorff
Charles Frederick de Brocktorff (ur. około 1775/1785, zm. 1850) – artysta niemiecko-duńskiego pochodzenia, najbardziej znany z wykonywania akwareli przedstawiających widoki Malty w pierwszej połowie XIX wieku.

## Życiorys
Uważa się, że Brocktorff urodził się między 1775 a 1785 rokiem.
Walczył jako oficer piechoty w King’s German Legion dla Elektoratu Hanoweru podczas wojen napoleońskich. Zrezygnował z kariery wojskowej w 1809 i przeniósł się do Wielkiej Brytanii. Około 1810 przeniósł się na Maltę, wówczas brytyjski protektorat, gdzie się osiedlił. Otworzył studio w Valletcie i stał się odnoszącym sukcesy artystą. W biznes zaangażowana była także jego rodzina, a czterech jego synów również zostało artystami.

## Działalność artystyczna

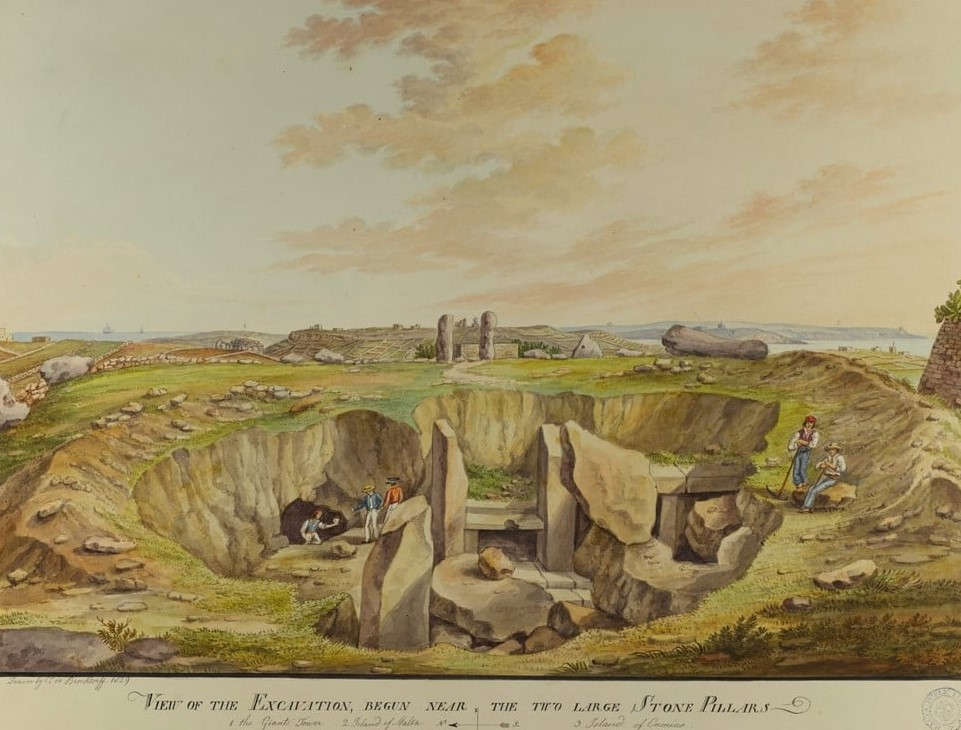
Akwarela przedstawiająca kamienny krąg w Xagħra, namalowana przez Brocktorffa ok. 1825

Brocktorff otrzymywał od obcokrajowców, którzy odwiedzali Maltę lub służyli w brytyjskich siłach zbrojnych na wyspach, wiele zleceń namalowania obrazów przedstawiających Maltę. Malował akwarele przedstawiające widoki archipelagu, a także portretował Maltańczyków z różnych klas społecznych.
Miejsca portretowane przez Brocktorffa obejmują różne znaczące punkty w Valletcie, takie jak konkatedra św. Jana, ówczesny pałac gubernatora, zajazdy języków i Bibliotheca. Malował także widoki Wielkiego Portu i Trzech Miast. Brocktorff malował także sceny z terenów wiejskich, w tym pozostałości megalitycznych Ġgantija i kamienny krąg w Xagħra na Gozo. Malowidła tego ostatniego są znaczące, ponieważ dokładnie przedstawiają to miejsce, zanim zostało celowo częściowo zniszczone w latach trzydziestych XIX wieku. W 1972 archeolog David H. Trump na cześć artysty nadał temu miejscu alternatywną nazwę „Brocktorff Circle”.

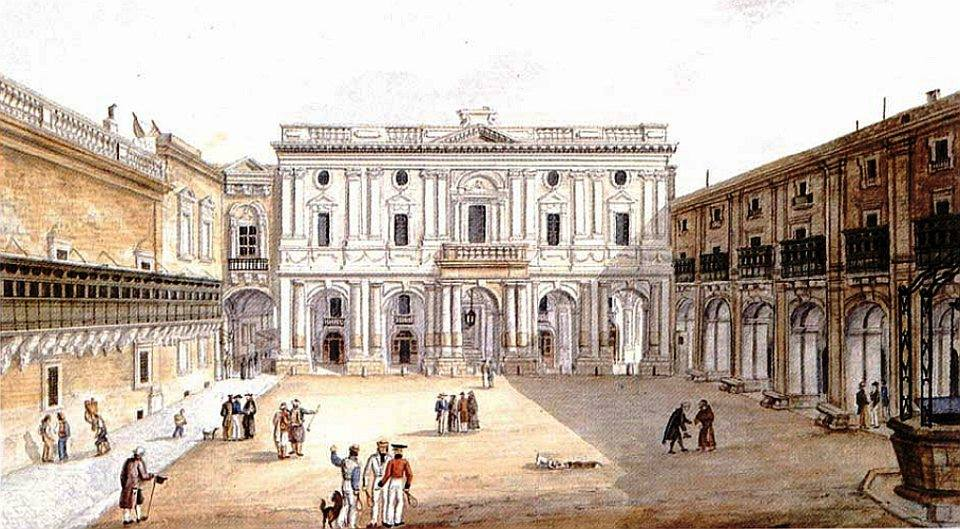
Przedstawienie Narodowej Biblioteki Malty autorstwa Brocktorffa

W Bibliotece Narodowej Malty znajdują się dwa albumy zawierające łącznie 89 akwarel Brocktorffa. Jeden z nich pierwotnie należał do Fredericka Cavendisha Ponsonby’ego i został skompletowany około 1829 lub 1830, kiedy Ponsonby był gubernatorem Malty. Drugi album został sporządzony około 1849 przez Henry’ego Benjamina Hanbury Beaufoya po zakupie akwareli na aukcji obejmującej zawartość Stowe House. Obydwa albumy trafiły do biblioteki w latach dwudziestych XX wieku, a opracowania dotyczące ich zawartości ukazały się w latach 2007 i 2008.
Synowie Charlesa – Luigi i Giovanni de Brockdorff opublikowali na Malcie w pierwszej połowie XIX wieku kilka druków litograficznych.